# Vinzenz Stehle
Vinzenz Stehle (né le 22 janvier 1901 à Hirrlingen et mort le 10 février 1967 à Bittelbronn) est un homme politique allemand (NSDAP).

## Biographie
Stehle étudie à l'école primaire de 1907 à 1915. De 1915 à 1917, il est formé à l'école de formation continue de Bittelbronn. Au printemps 1918, il rejoint la 2e section de montagne II du 3e régiment de chasseurs. Après la guerre de 1919, Stehle appartient au 59 régiment Grenzschutz Oberost. De 1921 à 1923, Stehle étudie à l'école d'agriculture de Haigerloch.
Dans les années 1920, Stehle devient membre du NSDAP. En 1929, il devient membre du conseil local de Hechingen. Aux élections législatives de juillet 1932, Stehle est candidat du parti national-socialiste pour la 31e circonscription (Wurtemberg) au Reichstag, dont il est ensuite député sans interruption jusqu'en mai 1945. L'événement parlementaire le plus important auquel Stehle participe pendant son mandat de député est l'adoption de la loi d'habilitation en mars 1933, qui est également adoptée avec le vote de Stehle.
Le 12 mars 1933, Stehle devient le chef du parti du NSDAP au parlement municipal de Hohenzollern. Il est également membre du Comité de politique économique de la Chambre d'agriculture de la région administrative de Sigmaringen. Dans la Sturmabteilung (SA), Stehle atteint d'abord le rang de standard et plus tard celui de SA-Oberführer. Il est également le chef paysan de district des communautés agricoles de district de Hohenzollern et Neckar Eyach.